# Autocodificador variacional

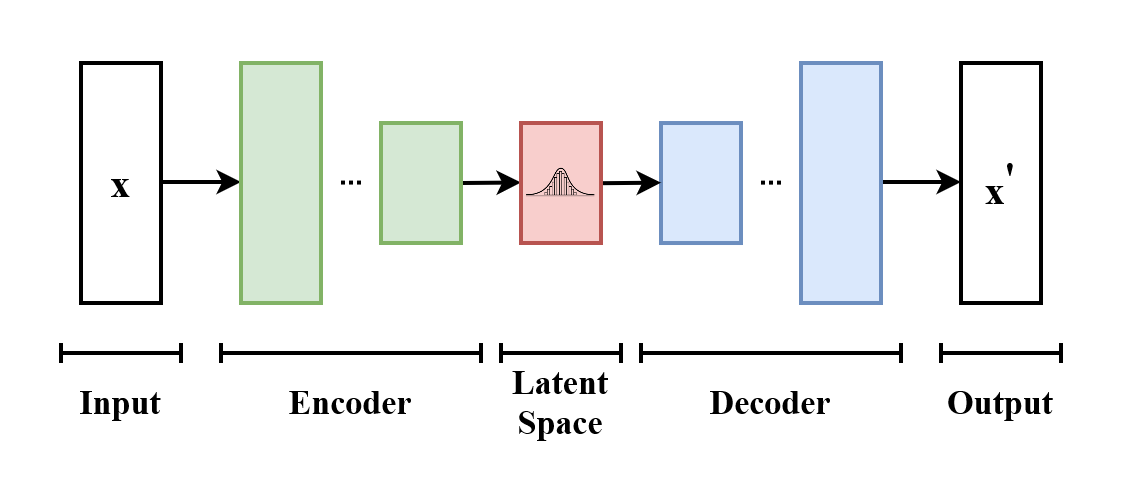
L'esquema bàsic d'un autocodificador variacional. El model rep com a entrada. El codificador ho comprimeix a l'espai latent. El descodificador rep com a entrada la informació mostrejada de l'espai latent i produeix tan semblant com sigui possible a.

En l'aprenentatge automàtic, un autocodificador variacional (VAE) és una arquitectura de xarxa neuronal artificial introduïda per Diederik P. Kingma i Max Welling. Forma part de les famílies de models gràfics probabilístics i mètodes bayesians variacionals.
A més de ser vistos com una arquitectura de xarxa neuronal autocodificadora, els autocodificadors variacionals també es poden estudiar dins de la formulació matemàtica dels mètodes bayesians variacionals, connectant una xarxa de codificadors neuronals al seu descodificador a través d'un espai latent probabilístic (per exemple, com una distribució gaussiana multivariant) que correspon als paràmetres d'una distribució variacional.
Així, el codificador mapeja cada punt (com ara una imatge) d'un conjunt de dades gran i complex a una distribució dins de l'espai latent, en lloc de fer-ho a un sol punt d'aquest espai. El descodificador té la funció oposada, que és mapejar des de l'espai latent fins a l'espai d'entrada, de nou segons una distribució (tot i que a la pràctica, rarament s'afegeix soroll durant l'etapa de descodificació). En mapejar un punt a una distribució en lloc d'un sol punt, la xarxa pot evitar el sobreajustament de les dades d'entrenament. Ambdues xarxes normalment s'entrenen juntes amb l'ús del truc de reparametrització, tot i que la variància del model de soroll es pot aprendre per separat.
Tot i que aquest tipus de model es va dissenyar inicialment per a l'aprenentatge no supervisat s'ha demostrat la seva eficàcia per a l'aprenentatge semisupervisat i l'aprenentatge supervisat.

## Visió general de l'arquitectura i el funcionament
Un autocodificador variacional és un model generatiu amb una distribució a priori i de soroll respectivament. Normalment, aquests models s'entrenen utilitzant el metaalgoritme de maximització de l'expectativa (per exemple, PCA probabilística, codificació dispersa (spike & slab)). Aquest esquema optimitza un límit inferior de la probabilitat de les dades, que normalment és computacionalment difícil de tractar, i per fer-ho requereix el descobriment de q-distribucions o posteriors variacionals. Aquestes q-distribucions normalment es parametritzen per a cada punt de dades individual en un procés d'optimització separat. Tanmateix, els autocodificadors variacionals utilitzen una xarxa neuronal com a enfocament amortitzat per optimitzar conjuntament entre punts de dades. D'aquesta manera, els mateixos paràmetres es reutilitzen per a múltiples punts de dades, cosa que pot resultar en un estalvi massiu de memòria. La primera xarxa neuronal pren com a entrada els propis punts de dades i genera paràmetres per a la distribució variacional. A mesura que es mapa des d'un espai d'entrada conegut fins a l'espai latent de baixa dimensió, s'anomena codificador.
El descodificador és la segona xarxa neuronal d'aquest model. És una funció que s'assigna des de l'espai latent a l'espai d'entrada, per exemple, com a mitjana de la distribució del soroll. És possible utilitzar una altra xarxa neuronal que s'assigni a la variància, però això es pot ometre per simplicitat. En aquest cas, la variància es pot optimitzar amb un descens de gradient.
Per optimitzar aquest model, cal conèixer dos termes: l'"error de reconstrucció" i la divergència de Kullback-Leibler (KL-D). Ambdós termes es deriven de l'expressió d'energia lliure del model probabilístic i, per tant, difereixen segons la distribució del soroll i la priorització assumida de les dades, que aquí s'anomena distribució p. Per exemple, se suposa que una tasca VAE estàndard com ara IMAGENET té un soroll distribuït gaussianament; tanmateix, tasques com ara MNIST binaritzada requereixen un soroll de Bernoulli. El KL-D de l'expressió d'energia lliure maximitza la massa de probabilitat de la distribució q que se superposa amb la distribució p, cosa que, malauradament, pot resultar en un comportament de cerca de mode. El terme de "reconstrucció" és la resta de l'expressió d'energia lliure i requereix una aproximació de mostreig per calcular el seu valor esperat.
Els enfocaments més recents substitueixen la divergència de Kullback-Leibler (KL-D) per diverses distàncies estadístiques, vegeu "Variants VAE de distància estadística" a continuació.

## Formulació
Des del punt de vista del model probabilístic, es vol maximitzar la probabilitat de les dades {\displaystyle x} per la seva distribució de probabilitat parametritzada escollida {\displaystyle p_{\theta }(x)=p(x|\theta )} Aquesta distribució normalment es tria com a gaussiana {\displaystyle N(x|\mu ,\sigma )} que està parametritzat per {\displaystyle \mu } i {\displaystyle \sigma } respectivament, i com a membre de la família exponencial és fàcil de treballar com a distribució de soroll. Les distribucions simples són prou fàcils de maximitzar, però les distribucions on s'assumeix una distribució a priori sobre les latents {\displaystyle z} resulta en integrals intractables. Trobem {\displaystyle p_{\theta }(x)} mitjançant la marginació {\displaystyle z}.
{\displaystyle p_{\theta }(x)=\int _{z}p_{\theta }({x,z})\,dz,}
on {\displaystyle p_{\theta }({x,z})} representa la distribució conjunta sota {\displaystyle p_{\theta }} de les dades observables {\displaystyle x} i la seva representació o codificació latent {\displaystyle z} Segons la regla de la cadena, l'equació es pot reescriure com a
{\displaystyle p_{\theta }(x)=\int _{z}p_{\theta }({x|z})p_{\theta }(z)\,dz}
Al codificador automàtic variacional de vainilla, {\displaystyle z} normalment es considera un vector de dimensió finita de nombres reals, i {\displaystyle p_{\theta }({x|z})} per ser una distribució gaussiana. Aleshores {\displaystyle p_{\theta }(x)} és una barreja de distribucions gaussianes.
Ara és possible definir el conjunt de relacions entre les dades d'entrada i la seva representació latent com a
- Prior {\displaystyle p_{\theta }(z)}
- Probabilitat {\displaystyle p_{\theta }(x|z)}
- Posterior {\displaystyle p_{\theta }(z|x)}

Malauradament, el càlcul de {\displaystyle p_{\theta }(z|x)} és car i en la majoria dels casos intractable. Per accelerar el càlcul i fer-lo factible, cal introduir una funció addicional per aproximar la distribució posterior com a
{\displaystyle q_{\phi }({z|x})\approx p_{\theta }({z|x})}
amb {\displaystyle \phi } definit com el conjunt de valors reals que parametritzen {\displaystyle q} Això de vegades s'anomena inferència amortitzada, ja que en "invertir" en trobar un bé {\displaystyle q_{\phi }}, es pot inferir més tard {\displaystyle z} de {\displaystyle x} ràpidament sense fer cap integral.
D'aquesta manera, el problema és trobar un bon autocodificador probabilístic, en què la distribució de probabilitat condicional {\displaystyle p_{\theta }(x|z)} es calcula mitjançant el descodificador probabilístic i la distribució posterior aproximada {\displaystyle q_{\phi }(z|x)} es calcula mitjançant el codificador probabilístic.
Parametritza l'encoder com a {\displaystyle E_{\phi }}, i el descodificador com a {\displaystyle D_{\theta }}.

## Límit inferior de l'evidència (ELBO)
Com molts enfocaments d'aprenentatge profund que utilitzen l'optimització basada en gradients, els VAE requereixen una funció de pèrdua diferenciable per actualitzar els pesos de la xarxa mitjançant la retropropagació.
Per als autocodificadors variacionals, la idea és optimitzar conjuntament els paràmetres del model generatiu. {\displaystyle \theta } per reduir l'error de reconstrucció entre l'entrada i la sortida, i {\displaystyle \phi } fer {\displaystyle q_{\phi }({z|x})} tan a prop com sigui possible de {\displaystyle p_{\theta }(z|x)} Com a pèrdua de reconstrucció, sovint s'utilitzen l'error quadràtic mitjà i l'entropia creuada.
Com a pèrdua de distància entre les dues distribucions, la divergència de Kullback-Leibler {\displaystyle D_{KL}(q_{\phi }({z|x})\parallel p_{\theta }({z|x}))} és una bona opció per esprémer {\displaystyle q_{\phi }({z|x})} sota {\displaystyle p_{\theta }(z|x)}
La pèrdua de distància que s'acaba de definir s'expandeix com
{\displaystyle {\begin{aligned}D_{KL}(q_{\phi }({z|x})\parallel p_{\theta }({z|x}))&=\mathbb {E} _{z\sim q_{\phi }(\cdot |x)}\left[\ln {\frac {q_{\phi }(z|x)}{p_{\theta }(z|x)}}\right]\\&=\mathbb {E} _{z\sim q_{\phi }(\cdot |x)}\left[\ln {\frac {q_{\phi }({z|x})p_{\theta }(x)}{p_{\theta }(x,z)}}\right]\\&=\ln p_{\theta }(x)+\mathbb {E} _{z\sim q_{\phi }(\cdot |x)}\left[\ln {\frac {q_{\phi }({z|x})}{p_{\theta }(x,z)}}\right]\end{aligned}}}
Ara definiu el límit inferior de l'evidència (ELBO): {\displaystyle L_{\theta ,\phi }(x):=\mathbb {E} _{z\sim q_{\phi }(\cdot |x)}\left[\ln {\frac {p_{\theta }(x,z)}{q_{\phi }({z|x})}}\right]=\ln p_{\theta }(x)-D_{KL}(q_{\phi }({\cdot |x})\parallel p_{\theta }({\cdot |x}))} Maximitzar l'ELBO {\displaystyle \theta ^{*},\phi ^{*}={\underset {\theta ,\phi }{\operatorname {argmax} }}\,L_{\theta ,\phi }(x)} és equivalent a maximitzar simultàniament {\displaystyle \ln p_{\theta }(x)} i minimitzant {\displaystyle D_{KL}(q_{\phi }({z|x})\parallel p_{\theta }({z|x}))} És a dir, maximitzar la log-verosimilitud de les dades observades i minimitzar la divergència de la distribució aproximada posterior {\displaystyle q_{\phi }(\cdot |x)} des de la part posterior exacta {\displaystyle p_{\theta }(\cdot |x)}.
La forma donada no és gaire convenient per a la maximització, però la següent forma equivalent és: {\displaystyle L_{\theta ,\phi }(x)=\mathbb {E} _{z\sim q_{\phi }(\cdot |x)}\left[\ln p_{\theta }(x|z)\right]-D_{KL}(q_{\phi }({\cdot |x})\parallel p_{\theta }(\cdot ))} on {\displaystyle \ln p_{\theta }(x|z)} s'implementa com a {\displaystyle -{\frac {1}{2}}\|x-D_{\theta }(z)\|_{2}^{2}}, ja que és així, fins a una constant additiva, què {\displaystyle x|z\sim {\mathcal {N}}(D_{\theta }(z),I)} rendiments. És a dir, modelem la distribució de {\displaystyle x} condicional a {\displaystyle z} ser una distribució gaussiana centrada en {\displaystyle D_{\theta }(z)} La distribució de {\displaystyle q_{\phi }(z|x)} i {\displaystyle p_{\theta }(z)} sovint també es trien per ser gaussianes com a {\displaystyle z|x\sim {\mathcal {N}}(E_{\phi }(x),\sigma _{\phi }(x)^{2}I)} i {\displaystyle z\sim {\mathcal {N}}(0,I)}, amb la qual obtenim mitjançant la fórmula per a la divergència KL de gaussianes : {\displaystyle L_{\theta ,\phi }(x)=-{\frac {1}{2}}\mathbb {E} _{z\sim q_{\phi }(\cdot |x)}\left[\|x-D_{\theta }(z)\|_{2}^{2}\right]-{\frac {1}{2}}\left(N\sigma _{\phi }(x)^{2}+\|E_{\phi }(x)\|_{2}^{2}-2N\ln \sigma _{\phi }(x)\right)+Const} Aquí {\displaystyle N} és la dimensió de {\displaystyle z} Per a una derivació més detallada i més interpretacions d'ELBO i la seva maximització, vegeu la seva pàgina principal.

## Reparametrització

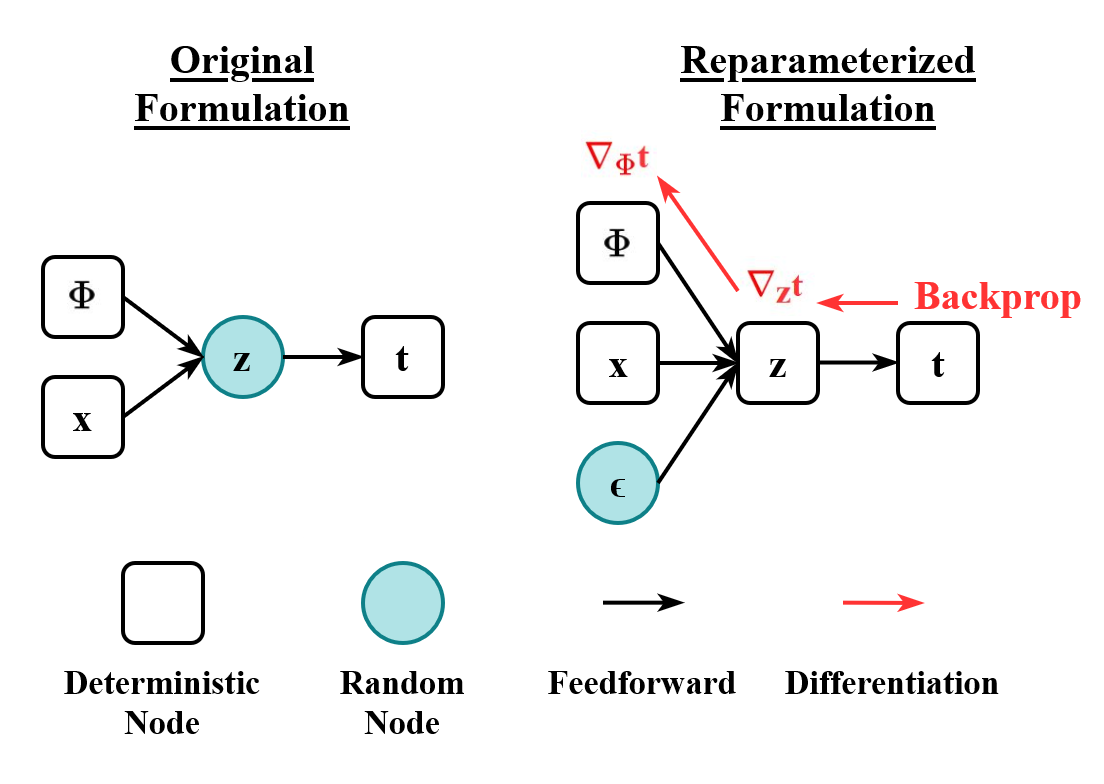
L'esquema del truc de reparametrització. La variable aleatòria s'injecta a l'espai latent com a entrada externa. D'aquesta manera, és possible propagar cap enrere el gradient sense involucrar variables estocàstiques durant l'actualització.

Per cercar de manera eficient {\displaystyle \theta ^{*},\phi ^{*}={\underset {\theta ,\phi }{\operatorname {argmax} }}\,L_{\theta ,\phi }(x)} El mètode típic és l'ascens per gradient.
És senzill de trobar {\displaystyle \nabla _{\theta }\mathbb {E} _{z\sim q_{\phi }(\cdot |x)}\left[\ln {\frac {p_{\theta }(x,z)}{q_{\phi }({z|x})}}\right]=\mathbb {E} _{z\sim q_{\phi }(\cdot |x)}\left[\nabla _{\theta }\ln {\frac {p_{\theta }(x,z)}{q_{\phi }({z|x})}}\right]} Tanmateix, {\displaystyle \nabla _{\phi }\mathbb {E} _{z\sim q_{\phi }(\cdot |x)}\left[\ln {\frac {p_{\theta }(x,z)}{q_{\phi }({z|x})}}\right]} no permet posar-hi {\displaystyle \nabla _{\phi }} dins de l'expectativa, ja que {\displaystyle \phi } apareix a la mateixa distribució de probabilitat. El truc de reparametrització (també conegut com a retropropagació estocàstica) evita aquesta dificultat.
L'exemple més important és quan {\displaystyle z\sim q_{\phi }(\cdot |x)} es distribueix normalment, com a {\displaystyle {\mathcal {N}}(\mu _{\phi }(x),\Sigma _{\phi }(x))}.

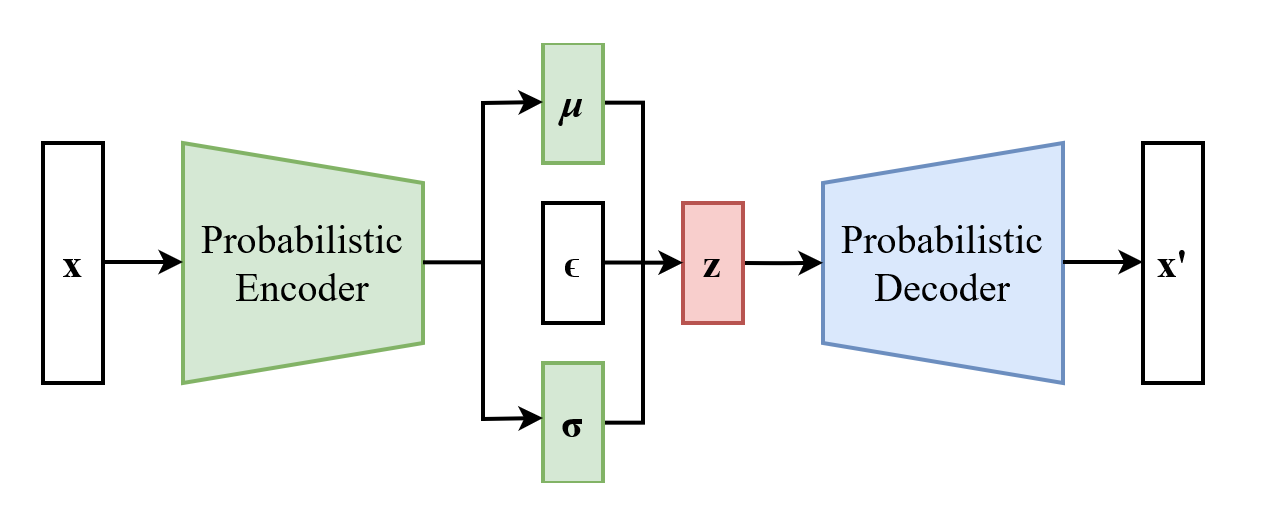
L'esquema d'un autocodificador variacional després del truc de reparametrització

Això es pot reparametritzar deixant {\displaystyle {\boldsymbol {\varepsilon }}\sim {\mathcal {N}}(0,{\boldsymbol {I}})} sigui un "generador de nombres aleatoris estàndard", i construeixi {\displaystyle z} com {\displaystyle z=\mu _{\phi }(x)+L_{\phi }(x)\epsilon } Aquí, {\displaystyle L_{\phi }(x)} s'obté per la descomposició de Cholesky: {\displaystyle \Sigma _{\phi }(x)=L_{\phi }(x)L_{\phi }(x)^{T}} Aleshores tenim {\displaystyle \nabla _{\phi }\mathbb {E} _{z\sim q_{\phi }(\cdot |x)}\left[\ln {\frac {p_{\theta }(x,z)}{q_{\phi }({z|x})}}\right]=\mathbb {E} _{\epsilon }\left[\nabla _{\phi }\ln {\frac {p_{\theta }(x,\mu _{\phi }(x)+L_{\phi }(x)\epsilon )}{q_{\phi }(\mu _{\phi }(x)+L_{\phi }(x)\epsilon |x)}}\right]} i així vam obtenir un estimador no esbiaixat del gradient, permetent un descens de gradient estocàstic.
Des que vam reparametritzar {\displaystyle z}, hem de trobar {\displaystyle q_{\phi }(z|x)} Deixa {\displaystyle q_{0}} sigui la funció de densitat de probabilitat per a {\displaystyle \epsilon }, aleshores  {\displaystyle \ln q_{\phi }(z|x)=\ln q_{0}(\epsilon )-\ln |\det(\partial _{\epsilon }z)|} on {\displaystyle \partial _{\epsilon }z} és la matriu jacobiana de {\displaystyle z} respecte a {\displaystyle \epsilon } Des de {\displaystyle z=\mu _{\phi }(x)+L_{\phi }(x)\epsilon }, això és

## ln⁡qϕ(z|x)=−12‖ϵ‖2−ln⁡|detLϕ(x)|−n2ln⁡(2π){\displaystyle \ln q_{\phi }(z|x)=-{\frac {1}{2}}\|\epsilon \|^{2}-\ln |\det L_{\phi }(x)|-{\frac {n}{2}}\ln(2\pi )}Variacions
S'han utilitzat moltes aplicacions i extensions d'autocodificadors variacionals per adaptar l'arquitectura a altres dominis i millorar-ne el rendiment.
-VAE is an implementation with a weighted Kullback–Leibler divergence term to automatically discover and interpret factorised latent representations. With this implementation, it is possible to force manifold disentanglement for {\displaystyle \beta } values greater than one. This architecture can discover disentangled latent factors without supervision.
El VAE condicional (CVAE) insereix informació d'etiqueta a l'espai latent per forçar una representació determinista restringida de les dades apreses.
Algunes estructures tracten directament la qualitat de les mostres generades o implementen més d'un espai latent per millorar encara més l'aprenentatge de la representació.
Algunes arquitectures combinen VAE i xarxes antagònica generatives per obtenir models híbrids.
No cal utilitzar gradients per actualitzar el codificador. De fet, el codificador no és necessari per al model generatiu.

## Variants VAE de distància estadística
Després del treball inicial de Diederik P. Kingma i Max Welling, es van proposar diversos procediments per formular de manera més abstracta el funcionament del VAE. En aquests enfocaments, la funció de pèrdues es compon de dues parts:
- la part habitual de l'error de reconstrucció que busca garantir que el mapatge codificador-descodificador {\displaystyle x\mapsto D_{\theta }(E_{\psi }(x))} s'acosta el més possible al mapa d'identitat; el mostreig es fa en temps d'execució a partir de la distribució empírica {\displaystyle \mathbb {P} ^{real}} d'objectes disponibles (per exemple, per a MNIST o IMAGENET aquesta serà la llei de probabilitat empírica de totes les imatges del conjunt de dades). Això dóna el terme: {\displaystyle \mathbb {E} _{x\sim \mathbb {P} ^{real}}\left[\|x-D_{\theta }(E_{\phi }(x))\|_{2}^{2}\right]}.
- una part variacional que garanteix que, quan la distribució empírica {\displaystyle \mathbb {P} ^{real}} es passa pel codificador {\displaystyle E_{\phi }}, recuperem la distribució objectiu, denotada aquí {\displaystyle \mu (dz)} que normalment es considera una distribució normal multivariant. Denotarem {\displaystyle E_{\phi }\sharp \mathbb {P} ^{real}} aquesta mesura pushforward que a la pràctica és només la distribució empírica obtinguda passant tots els objectes del conjunt de dades a través del codificador {\displaystyle E_{\phi }} Per assegurar-nos que {\displaystyle E_{\phi }\sharp \mathbb {P} ^{real}} és a prop de l'objectiu {\displaystyle \mu (dz)}, una distància estadística {\displaystyle d} s'invoca i el terme {\displaystyle d\left(\mu (dz),E_{\phi }\sharp \mathbb {P} ^{real}\right)^{2}} s'afegeix a la pèrdua.

Obtenim la fórmula final per a la pèrdua: {\displaystyle L_{\theta ,\phi }=\mathbb {E} _{x\sim \mathbb {P} ^{real}}\left[\|x-D_{\theta }(E_{\phi }(x))\|_{2}^{2}\right]+d\left(\mu (dz),E_{\phi }\sharp \mathbb {P} ^{real}\right)^{2}}
La distància estadística {\displaystyle d} requereix propietats especials, per exemple, ha de tenir una fórmula com a expectativa perquè la funció de pèrdues haurà de ser optimitzada mitjançant algoritmes d'optimització estocàstica. Es poden triar diverses distàncies i això ha donat lloc a diversos tipus de VAE:
- la distància de Wasserstein segmentada utilitzada per S. Kolouri et al. en el seu VAE
- la distància energètica implementada al codificador automàtic variacional de Radon Sobolev[11]
- la distància de discrepància mitjana màxima utilitzada a l'MMD-VAE[12]
- la distància de Wasserstein utilitzada en els WAEs
- distàncies basades en el nucli utilitzades al codificador automàtic variacional kernelitzat (K-VAE)